# دمیرچی علیا

## دمیرچی علیا
روستایی از توابع قروه درگزین و شهرستان رزن میباشد  این روستا کوهپایه ای و اغلب روزهای سال خنک و سرد میباشد کوهای این روستا پراز پوشش گیاهی میباشد.

## پوشش گیاهی
کوه ها و دشت های این روستا مملو از پوشش گیاهی  اویشن و چای کوهی  پونه  بو مادران و امثال اینها میباشد   و درختان این روستا اغلب از درخت بادام تشکیل شده است
.